# Овоїд (геометрія)

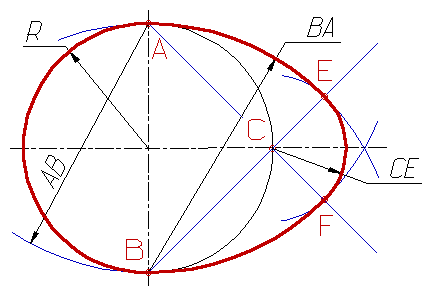
Побудова овоїда

Овоїд (лат. ovum — яйце + грец. έιδος — подібний)  — замкнута гладка опукла крива, що має тільки одну вісь симетрії. В інженерних застосуваннях це, як правило, коробова крива, що складається з великого півкола і ще трьох дуг кіл.
Овоїд є окремим випадком овала (з точки зору загального визначення цєї кривої) і не є «овалом» в інженерному розумінні (гладкою опуклою кривою з двома перпендикулярними осями симетрії).
«Овоїдною» також називають форму просторового тіла, отриманого обертанням плоского овоїда навколо осі симетрії (синонім «яйцеподібна»).